# La Lithotomie
Pour l'acte médical, voir lithotomie.
La Lithotomie, également appelé La Cure de la folie ou plus rarement L'Extraction (ou Excision) de la pierre de folie, est un tableau du peintre néerlandais Jérôme Bosch. Huile sur panneau de 48 × 35 cm, il est réalisé vers 1494 ou plus tard. Le tableau est actuellement exposé au musée du Prado à Madrid.
Le tableau illustre une lithotomie ou extraction de la pierre de folie, une « keye » (en néerlandais moderne kei ; que l'on peut traduire en français par « pierre » ou « bulbe ») de la tête d'un patient, réalisée au moyen d'une trépanation par un homme portant un entonnoir renversé sur sa tête. Dans ce tableau, Bosch a remplacé la « pierre » qui est traditionnellement l'objet de l'extraction par un bulbe de fleur. Une autre fleur est posée sur la table. À travers ce tableau, Jérôme Bosch se moque de l'ignorance et de la tromperie faites au malade. En opposant le bien et le mal, l’innocent face à l'homme malhonnête, la scène de genre prend ainsi une connotation morale.

## Contexte

### Histoire de l’œuvre
La date exacte de la réalisation de ce tableau est inconnue. La notice qui l'accompagne au musée du Prado indique qu'il aurait été peint entre 1475 et 1480. Si cette date est vérifiée il s'agirait alors d'une des œuvres de jeunesse de Jérôme Bosch, dont la naissance est située vers 1450. Des analyses dendrochronologiques récentes ont toutefois estimé qu'il n'avait pas pu être peint avant 1494.
En 1526, le tableau se trouve dans l'inventaire de la collection de Philippe de Bourgogne (1464-1524), évêque d'Utrecht, mort deux ans plus tôt. Le tableau est mentionné en 1745 dans la maison de campagne du duc d'Arco, avant d'entrer dans la collection royale espagnole sous Philippe II.
Le thème de la folie apparaît dans la littérature de l'époque, ainsi le strasbourgeois Sébastien Brant (1457-1521) publie en 1494 à Bâle, un poème satirique intitulé La Nef des fous. Jérôme Bosch sera très intéressé par la lecture de l’Éloge de la Folie d'Érasme écrit en latin en 1509, d'une rare violence contre les grands de son temps.
L'attribution de cette œuvre à Bosch fait débat. Fondé en 2010, le Bosch Research and Conservation Project (BRCP), un groupe international de spécialistes, considère ainsi que La Lithotomie n'est pas de la main du maître. En réaction à cette désattribution, le Prado a décidé de ne prêter ni ce tableau ni sa Tentation de Saint-Antoine (autre œuvre considérée comme non-autographe par le BRCP) à l'exposition organisée à Bois-le-Duc en 2016.

### La lithotomie
La lithotomie n'est pas un acte propre à la Flandre. Il est connu depuis la fin de l'Antiquité, grâce à l'expérience du médecin grec Claude Galien (129-199) qui dit que l'ouverture du crâne ne devait pas obligatoirement avoir la mort pour conséquence, l'idée se propagea affirmant que « la méchante pierre du haut mal » pouvait être extraite cliniquement. Dès 900, le médecin perse Rhazès dénonce cette manière d'agir : « Certains guérisseurs prétendent guérir le haut mal et font une ouverture en forme de croix sur la partie arrière du crâne et font croire à l'extraction d'une chose, qu'ils tenaient dans leur main précédemment…! » Jusqu'au milieu du XVIIIe siècle, des « tailleurs de pierre », appartenant à la guilde des barbiers et qui se faisaient passer pour des professionnels expérimentés, continuent à exercer. Ils parcouraient les pays et par charlatanisme, magie noire et fortes suggestions gagnèrent beaucoup d'argent chez les superstitieux, mais aussi grâce à la peur des malades.

## Description et analyse de l’œuvre
« Meester snijt die keye ras. Mijne name is lubbert das ». Tel est le texte flamand inscrit en caractères gothiques au-dessus et en dessous du tondo qui représente un sujet populaire. Ce distique est soigneusement écrit en lettres gothiques et agrémenté de cadelures telles qu'on en trouve dans les manuscrits. Son sens, cependant, n'est pas évident. On pourrait le traduire littéralement par « Maître, coupe vite cette pierre, mon nom est Lubbert Das, ». Si la deuxième ligne ne pose pas de gros problème de compréhension (on pourrait chercher cependant à percer le sens du nom donné au personnage). La première pourrait être une allusion à un dicton flamand (« Hij heeft een kei in zijn hoofd », cité par Roger H. Marijnissen. Littéralement « Il a une pierre dans la tête »). La pierre dans la tête a ici le sens de l'araignée au plafond pour désigner la folie. Tandis que « lemand van de kei snijden » veut dire « préserver quelqu'un à l'avenir de nouvelles folies ». Bosch a-t-il voulu illustrer l'un ou l'autre dicton à la lettre ? Il peut en effet s'agir de la folie. Mais lequel est le plus fou ? Le patient crédule, le « mire » et son entonnoir, la femme coiffée d'un livre, le moine et son boniment ? Bosch annonce-t-il les séries de proverbes de Bruegel ?
Le sujet pourrait être emprunté aux farces jouées sur les marchés et dont le sens n'échappe à personne. La « pierre » est ici une fleur - tulipe pour certains -, un nénuphar pour d'autres, comme aussi les fleurs posées sur la table ronde à pied bulbeux. Toutefois, les tulipes n'étaient pas connues en Europe occidentale au XVe siècle. C'est le représentant auprès de la Sublime Porte de l'empereur Ferdinand, Ghislain de Busbecq qui ramène les premières graines et les premiers bulbes à Vienne en 1553. Charles de L'Écluse commence leur culture, à Vienne d'abord, à Leyde ensuite. La première tulipe fleurit, dit-on, officiellement, en 1594, en Hollande.

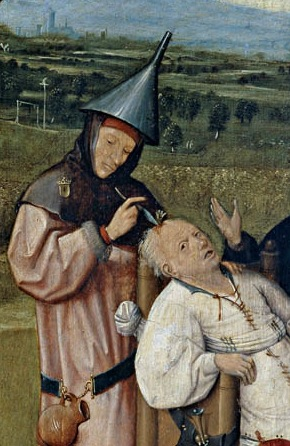
La Cure de la folie (détail)

Manifestement le corpulent bourgeois s'est laissé convaincre par la nonne et le moine de faire confiance au tailleur de pierres. Le « patient » est attaché au fauteuil sur lequel il est assis, il a retiré ses vêtements de dessus mais a précieusement gardé près de lui sa bourse - ou « tasse » - et sa dague. Cette bourse est de type ancien mais signale un homme dont les moyens financiers sont suffisants pour exciter la convoitise des charlatans.
Le meester porte une cruche accrochée à la ceinture en guise de bourse, sur son chaperon se trouve un écu couronné. L'entonnoir du savoir porté à l'envers sur sa tête en guise de chapeau le caractérise en tant que médecin des fous. Il a été interprété comme un signe de sagesse par les uns, de tromperie ou de charlatanisme par les autres. Dans d'autres œuvres attribuées à Bosch on retrouve l'entonnoir sur la tête de diables ou de fêtards de carnaval. L'homme pose la main gauche sur l'épaule du patient tandis qu'il lui entaille la peau du crâne avec un couteau pointu pour en extraire la pierre qui se trouve être ici une fleur (une tulipe?). L'attitude du moine entièrement vêtu de noir est ambigüe. Exhorte-t-il le patient au calme ou essaye-t-il de le tromper par des discours fallacieux ? Il tient une cruche à la main, peut-être contient-elle du vin ou un autre remède destiné à faire oublier son mal au benêt ? Quoi qu'il en soit, la cruche a généralement un sens négatif. La religieuse avec un livre en équilibre précaire sur la tête participe sans doute à l'endoctrinement du patient : elle porte une bourse rouge pendue à la ceinture et suit attentivement le déroulement de l'opération. Est-elle l'instigatrice qui a poussé l'homme à se faire opérer ? Le livre porté sur la tête renvoie à l'usage erroné qui est fait de la connaissance médicale, ou encore au « poids de la science ». Le guérisseur, au lieu de se référer aux conseils et connaissances qui y sont mentionnés, exerce dans la plus grande fantaisie. Pour Skemer, il s'agit d'une satire de la coutume flamande consistant à porter des amulettes faites à partir de livres et d'écritures, un pictogramme pour le terme phylactère. Par ailleurs, elle aussi semble dépeindre la folie.
La représentation du moine comme alcoolique et de la bonne sœur comme ignorante renvoie à l'anticléricalisme de Bosch, influencé par les courants religieux pré-réformistes qui se développent à l'époque en Flandres, comme la devotio moderna, qui défendaient la communion directe avec Dieu sans l'intervention de l'Église, en réponse à la conduite amorale de certains ecclésiastiques. Le thème de la complicité entre l’Église et les charlatans qui volent le peuple apparaît également dans L'Escamoteur, dans lequel un frère dominicain subtilise la bourse d'un spectateur, pendant que l'attention de celui-ci est attirée par un bateleur.
Le peintre, plus clairvoyant, met au pilori ce à quoi ce genre de méthodes empreintes de charlatanisme et d'exploitation aboutissent : dans l'arrière-plan du tableau nous pouvons distinguer des potences, des roues et des bûchers.
La scène se déroule en plein air sur un petit promontoire placé devant un paysage de plaine. Des villages avec leur église se détachent sur des collines bleutées. Cette manière de représenter le paysage avec un horizon élevé ne serait-elle pas empruntée aux scènes de foires dont les décors devaient logiquement présenter un horizon élevé? Quelques traits légers mettent ici ou là un accent plus lumineux sur les ailes d'un moulin, un gibet, quelques troncs d'arbre, des animaux… Le chirurgien et les deux comparses ont le visage mince, peu coloré, le nez fin et les lèvres serrées. Le patient par contre est rond, ses traits sont grossiers, nez rond et court, bouche ouverte, il regarde le spectateur. Des petites touches claires modèlent les visages, des traits sombres marquent les rides. Le thème de l'excision de la pierre de folie ou dérision de la bêtise exploitée se retrouve dans la peinture flamande, entre autres chez Brueghel, van Hemessen et Huys.

## Le thème de la pierre de folie

### Dans la peinture
Le thème de la lithotomie ou « extraction de la pierre de folie » a été représenté par plusieurs peintres flamands et a suscité de nombreuses variantes à partir des XVe et XVIe siècles.
| Œuvre | Artiste et titre                                                  | Date                         | Dimensions     | Lieu d'exposition                                                                              |
| ----- | ----------------------------------------------------------------- | ---------------------------- | -------------- | ---------------------------------------------------------------------------------------------- |
|       | L'Excision de la pierre de folie D'après Pieter Brueghel l'Ancien | Copie exécutée vers 1520 (?) | 77 × 107 cm    | Musée de l'Hôtel Sandelin, Saint-Omer Numéro d'inventaire : 0147 CM, Date d'acquisition : 1881 |
|       | L'extraction de la Pierre de folie Pieter Huys                    | 1545-1577                    | 106 × 133,5 cm | Musée d'Art et d'Archéologie du Périgord, Périgueux                                            |
|       | L'Excision de la pierre de Folie Jan Sanders van Hemessen         | 1555                         | 100 × 141 cm   | Musée du Prado, Madrid                                                                         |
|       | L’Excision de la pierre de folie Il Todeschini                    |                              | 175 × 229 cm   | Musée d'Art moderne André Malraux, Le Havre                                                    |

### Dans la musique
Ce tableau, ainsi que d'autres œuvres de Bosch, ont inspiré le groupe de punk rock américain Wire. Sur leur album The Ideal Copy figure un morceau intitulé Madman's Honey (en français : le miel du fou) dont les paroles « master cut the stone out, my name is Lubbert Das » (Maître, coupe cette pierre, mon nom est Lubbert Das) — font référence directement au tableau de Bosch.